# Leioproctus longipalpus
Leioproctus longipalpus är en biart som beskrevs av Houston 1990. Leioproctus longipalpus ingår i släktet Leioproctus och familjen korttungebin. Inga underarter finns listade i Catalogue of Life.

## Bildgalleri

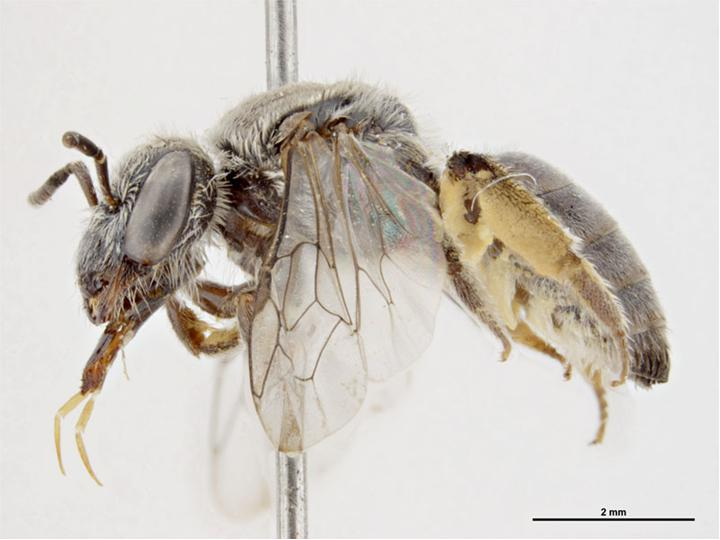
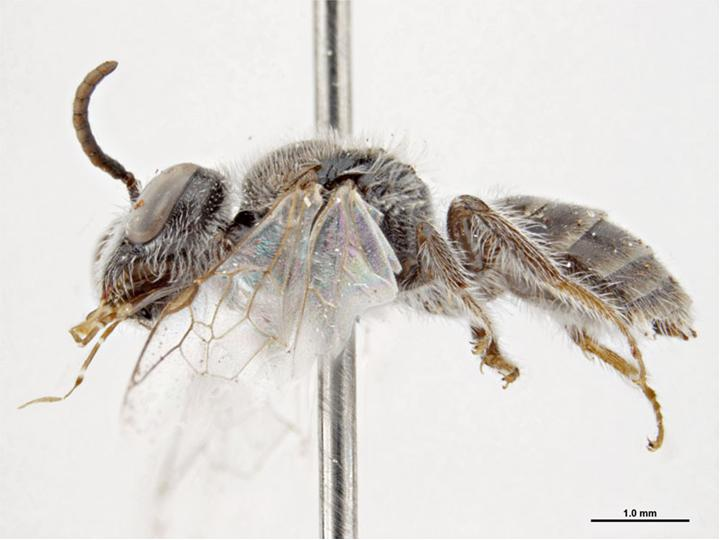